# Adriana Xenides
Adriana Xenides (nacida como Adriana Coutsaimanis; Buenos Aires, 9 de enero de 1956 - Sídney, 7 de junio de 2010) fue una personalidad de la televisión australiana. Nacida en Argentina, se trasladó a Australia cuando era adolescente, y se hizo conocida por su papel en el programa de televisión La rueda de la fortuna, como coanfitriona y electora de cartas. Murió en 2010 por una perforación intestinal, después de varios años de mala salud.

## Biografía
Adriana Coutsaimanis nació en Buenos Aires, Argentina, de padre griego y madre española.
Después de trasladarse a la ciudad de Adelaida (Australia) en su adolescencia, Xenides desarrolló una carrera como modelo, y en 1978 fue finalista en el primer concurso Mrs. South Australia ("señorita Sur de Australia").
En 1981, Xenides fue contratada por Grundy Television y condujo, junto a Ernie Sigley, la versión australiana de La rueda de la fortuna.
Permaneció en el programa durante 18 años, trabajando con Sigley, John Burgess (entre 1984 y 1996), Tony Barber (en 1996) y Rob Elliott, y en los primeros 16 de esos años ―1981 a 1996― nunca faltó a un solo episodio.
Xenides dejó formalmente el programa en 1999, y fue incluida en el Libro Guinness de los récords como la persona que presentó concursos en vivo durante más tiempo.
A pesar de que el récord fue superado por su homóloga estadounidense Vanna White ―por casualidad, también de La rueda de la fortuna (versión estadounidense)―, Xenides todavía tiene el récord australiano.
Xenides volvió a aparecer en televisión como panelista en el programa de entrevistas La bella y la bestia, como concursante en Celebrity Big Brother Australia (en 2002), y una temporada con John Burgess ―su coanfitrión en La rueda de la fortuna― en el programa Burgo’s Catch Phrase.
En 1985 presentó al ganador de la multipremiada película promocional Adelaide Welcomes the World ("Adelaida recibe al mundo"), que fue producida por Kate Kennedy White y Peter Vaughton para la empresa South Australian Film Corporation.

## Vida personal
Xenides se casó tres veces.
A los 19 años se casó con Michael Xenides, un agente de hipotecas de Adelaide. Se divorció después de tres años, pero mantuvo el apellido Xenides el resto de su vida. En 1982 estuvo casada un año con Frank Cortazzo, un restaurador de Adelaida. Su último matrimonio fue con Robert Phillips, un empresario de Adelaida, y duró dos años. Adriana tuvo varios novios en los siguientes años, incluyendo Tom Hardy, millonario empresario heredero de una empresa vitivinícola.

## Cargos por conducción
En 2006, Xenides estuvo involucrada en un choque frontal en el que sufrieron heridas graves tanto ella como uno de los otros conductores involucrados en la colisión. Inicialmente Xenides se declaró no culpable, responsabilizando el hecho a una combinación de un estornudo y el reflejo del sol, pero después de su primera aparición en la corte cambió su apelación.
Después de declararse culpable de conducción peligrosa por haber causado lesiones corporales graves, fue puesta en libertad bajo fianza y recibió una pena de no poder conducir durante 18 meses. 
En julio de 2007, Xenides fue sorprendida conduciendo durante su suspensión. Se declaró culpable, fue multada y se le prohibió conducir durante dos años adicionales.

## Enfermedad
Xenides sufrió de un largo período de mala salud, que incluyó una depresión grave y anorexia.
Xenides declaró que había recibido tratamiento de electrochoque para su depresión, pero no le resultó de gran ayuda.
En julio de 2007, Xenides dijo en el programa Today Tonight del canal Seven que tenía un trastorno digestivo gastrointestinal que le había causado una hinchazón abdominal de un tamaño que sugería un embarazo, y dolores intensos.
Afirmó que los médicos no estaban seguros de qué podía causar esa enfermedad, y que le habían sugerido que podría ser un caso genético. También afirmó que la razón por la que había conducido su automóvil mientras se encontraba suspendida era para conseguir medicamentos para el dolor extremo que le causaba su enfermedad.
En 2010, Xenides le contó a la revista Woman's Day que en los dos años anteriores había sufrido cinco ataques al corazón.

## Fallecimiento
Xenides murió en el hospital Liverpool, en la localidad de Liverpool, en los suburbios del Gran Sídney (capital de Australia), a 32 km del centro de Sídney, el 7 de junio de 2010, a los 54 años, por un intestino perforado. Había ingresado en el hospital unos días antes debido a su dolencia estomacal.

## Filmografía
Fue una personalidad reconocida en la televisión australiana:
- 1988: Melbourne Cup Day (película para televisión), como ella misma.
- 1990: Celebrity Wheel of Fortune (serie de televisión), conductora
- 1991: Golden Fiddles (miniserie de televisión), como Estelle Drayford.
- 1991-1997: Wheel of Fortune (serie de televisión), conductora
- 1995: Angel Baby (Un ángel a quien amar), como ella misma.
- 1996: Beauty and the Beast (serie de televisión), como ella misma
- 1999: Good Morning Australia (serie de televisión), como ella misma (invitada el 25 de octubre).
- 2001: The Bob Downe Show (serie de televisión), como ella misma.
- 2002: Celebrity Big Brother for Charity Live (serie de televisión), como ella misma.